# Winnie Kgware
Winnie Motlalepula Kgware (1917 - 1998) là một nhà hoạt động chống Apartheid của Nam Phi trong Phong trào Ý thức đen (Black Consciousness Movement - BCM). Cô được bầu làm chủ tịch đầu tiên của Hội nghị Nhân dân Đen (Black People’s Convention - BPC), một tổ chức dựa trên cộng đồng trực thuộc BCM vào năm 1972.

## Tuổi thơ
Winnie Kgware sinh năm Thaba Nchu trong Orange Free State vào năm 1917. Lớn lên ở Free State phân biệt chủng tộc chia, trước khi việc thể chế hóa phân biệt chủng tộc Apartheid qua, cô đã nghiêng về mặt chính trị và khuyến khích thanh niên phải tích cực trong cơ cấu chính trị . Theo lời kêu gọi của cô, thanh niên đã thành lập một chi nhánh của Phong trào học sinh Nam Phi và thành lập Hội đồng đại diện trường học (SRC) tại trường trung học Hwiti, nơi biểu tượng đấu tranh Peter Mokaba được bầu làm Chủ tịch SRC. Kết quả của việc này, khi cô chỉ mới 15 tuổi, Kgware đã tuyển Peter Mokaba tham gia phong trào ngầm. Sau đó, Mokaba bị đuổi khỏi trường trung học Hwiti vì liên quan đến cuộc đấu tranh giải phóng. Sau khi hoàn thành ma trận của mình như một ứng cử viên tư nhân, anh ta không có tiền để theo đuổi giáo dục đại học và vì thế đã chọn dạy toán và khoa học tại một trường học địa phương. Kgware đã can thiệp và hỗ trợ cố vấn chính trị cho cô có tiền để học tại trường đại học, nơi anh đăng ký học Cử nhân Khoa học Công nghệ Máy tính.

## Đời sống chính trị
Kgware (lúc đó vẫn là Winnie Monyatsi) được đào tạo thành giáo viên và sau đó kết hôn với giáo sư WM Kgware, người được bổ nhiệm làm hiệu trưởng da đen đầu tiên tại Đại học Bắc (Turfloop), nơi cô sau đó cư trú. Với khuôn viên là trung tâm của những ý tưởng đen tối, Kgware đã tham gia hỗ trợ sinh viên trong các cuộc biểu tình chống lại các hạn chế của Chính phủ trong khuôn viên trường.. Một trong những hành động sớm nhất của cô là tổ chức một nhóm cầu nguyện theo Phương pháp bất chấp lệnh cấm học sinh thờ phượng trong khuôn viên trường. Ngoài ra, cô đã cung cấp cho phong trào sinh viên và cho phép nơi ở của cô và chồng được sử dụng làm nơi gặp gỡ của Phong trào Christian Christian (UCM), một tổ chức bị cấm tại trường vào thời điểm đó. Bất kể khoảng cách tuổi tác giữa cô và các nhà hoạt động xã hội của mình, cô đã đóng một vai trò hàng đầu trong việc ra mắt Tổ chức Sinh viên Nam Phi (SASO) vào năm 1968, sau khi ly khai khỏi UCM, do sự bất mãn của các nhà hoạt động xã hội đen (bao gồm cả Steve Biko) với ủy ban điều hành quốc gia toàn màu trắng của UCM . Vào năm 1972, Hội nghị Nhân dân Đen (BPC) đã có hội nghị quốc gia đầu tiên tại Hammanskraal từ 16 đến 17 tháng 12, với hơn 1400 đại biểu tham dự đại diện cho 154 nhóm. Tại hội nghị đó, Winnie Kgware, Madibeng Mokoditoa, Sipho Buthelezi, Mosubudi Mangena và Saths Cooper đã nổi lên với tư cách là chủ tịch, phó chủ tịch, tổng thư ký, nhà tổ chức quan hệ quốc gia và thành lập ban điều hành quốc gia của BPC. Cơ thể ô của Phong trào Ý thức đen sau đó do Steve Biko lãnh đạo.. Vào ngày 19 tháng 10 năm 1977, một vài tuần sau vụ giết người của Steve Biko, bị cảnh sát giam giữ, 18 tổ chức liên kết với BCM đã bị chính phủ Nam Phi cấm, trong đó có BPC. Một sự cố nổi bật trong sự thể hiện quyết tâm tuyệt đối của Kgware trong việc đưa ra hệ thống Apartheid không thể kiểm soát được xảy ra vào năm 1977 khi đám tang đưa xe buýt đến đám tang của Steve Biko, ở Ginsberg, bên ngoài King Williams Town, đã bị lực lượng an ninh ngăn chặn. Kgware, khi đó 66 tuổi, đã trốn tránh cảnh sát và đi nhờ thang máy đến King Williams Town để tham dự đám tang của Biko. Một số phụ nữ ít được biết đến mà Kgware đã lãnh đạo và phục vụ trong Phong trào Ý thức đen bao gồm Mamphela Ramphele, Deborah Matshoba, Oshadi Mangena và Nomsizi Kraai. Sau một thời gian dài làm việc giảng dạy và hoạt động, Kgware đã qua đời năm 1998 tại nhà ở North West- Bophuthatswana.